# La Souriante Madame Beudet
La Souriante Madame Beudet é um filme mudo francês de 1922, do gênero drama, dirigido por Germaine Dulac. É consideravelmente por muitos como um dos primeiros filmes "feministas". Conta a história de uma mulher "amorosamente-inteligente", presa em um casamento sem amor.

## Sinopse
Madame Beudet (Germaine Dermoz) é uma dona de casa entediada e presa em um casamento burguês sem amor. Seu marido costuma brincar de roleta russa para impressionar, só que todos sabem que não há uma única bala dentro do revolver. Um dia, Madame Beudet enche o cartucho de balas da arma para forçar um suicídio do marido, só que pela primeira vez ele não aponta o revolver para a própria cabeça, aponta para a esposa.

## Elenco
- Alexandre Arquillière ... Monsieur Beudet
- Germaine Dermoz ... Madame Beudet
- Jean d’Yd ... Monsieur Labas
- Madeleine Guitty ... Madame Labas